# Четыре мушкетёра (теннис)
Четыре мушкетёра (фр. Les Quatre Mousquetaires) — прозвище четырёх французских теннисистов первой половины XX века после экранизации популярного в 1920-е годы классического романа Александра Дюма: Жана Боротра́, Анри Коше, Жака Брюньона и Рене Лакоста, которые доминировали во второй половине 1920-х и начале 1930-х годов в европейском и мировом теннисе, завоевав 18 титулов на турнирах Большого шлема в одиночном разряде, 27 — в парном и 10 — в миксте. Они также привели сборную Франции к шести подряд победам в Кубке Дэвиса (с 1927 по 1932 годы) в ту эпоху, когда популярность этого турнира была сравнима с сегодняшним чемпионатом мира по футболу. Американский писатель Ф. С. Фицджеральд по этому поводу заметил: «Стоило французам как следует заинтересоваться теннисом, как чуть ли не автоматически Кубок Дэвиса уплыл из наших рук».
Рене Лакост вспоминал про этот период времени:
Наше медленное восхождение к Кубку Дэвиса, началось в конце войны 1914 — 1918 годов. Начиная с 1922 года Боротра, Коше и я, а мы в одиночной игре были сильнее Брюньона, стали помогать друг другу своим соперничеством. Мы были полны решимости заплатить за победу полной ценой — в течение пяти лет каждый день по три-четыре часа зимой и летом проводили на корте, порой играли и два раза в день. Я больше помню о том, с каким трудом изменял положение большого пальца на ручке ракетки, чем об овациях зрителей...
Когда в 1927 году были построены грунтовые корты Roland Garros, первый трофей получил название «Кубок Мушкетёров» (фр. Coupe des Mousquetaires) в честь этого квартета.
Брюньон был, в первую очередь, парным специалистом, трое других завоевали много титулов и в одиночном разряде.
Единственным игроком, способным оспорить их господство в мировом теннисе, был великий американец Билл Тилден (первый номер рейтинга с 1920 до 1926 года, когда его с первой строчки сместил Лакост).
Самым успешным для «мушкетёров» выдался 1928 год. В одиночном разряде Коше, Боротра и Лакост «собрали Большой Шлем», в паре Брюньон, Боротра и Коше добавили 3 «мэйджора», ещё 2 Боротра и Коше выиграли в миксте. При этом на Australian Championships Боротра выиграл во всех трёх разрядах. А завершился год второй подряд победой «великолепной четвёрки» в Кубке Дэвиса.
Четыре мушкетёра были иконами спорта во Франции. Все они прожили не менее 82 лет, долгое время купаясь в лучах заслуженной славы и после ухода из тенниса. В 1976 году они все были одновременно введены в Международный зал теннисной славы.
Новые мушкетёры
Новые мушкетеры (фр. Nouveaux Mousquetaires / neo-Mousquetaires) — прозвище четвёрки французских теннисистов начала XXI века: Жо-Вильфрида Тсонга, Ришара Гаске, Гаэля Монфиса и Жиля Симона, бывших на рубеже 2000-х и 2010-х годов одними из лидеров национального тенниса; каждый из них входил в топ-10 одиночного профессионального рейтинга. При этом их успехи несравнимы с достижениями теннисистов 1920-х — 1930-х годов: они на четверых ни разу не выиграли турнир Большого шлема в одиночном разряде (лишь Тсонга один раз играл в финале).